# Cadomea longitudinalis
Cadomea longitudinalis is een hooiwagen uit de familie Assamiidae. De wetenschappelijke naam van Cadomea longitudinalis gaat terug op Roewer.